# Totem (U-Boot)
Die HMS Totem war ein 1945 in Dienst gestelltes U-Boot der T-Klasse der Royal Navy. Nach dem Verkauf an die israelische Marine 1965 und der Umbenennung in INS Dakar sank das Boot 1968, vermutlich am 25. Januar 1968 oder später, im Mittelmeer. Das Wrack wurde 1999 gefunden und zum Teil gehoben.

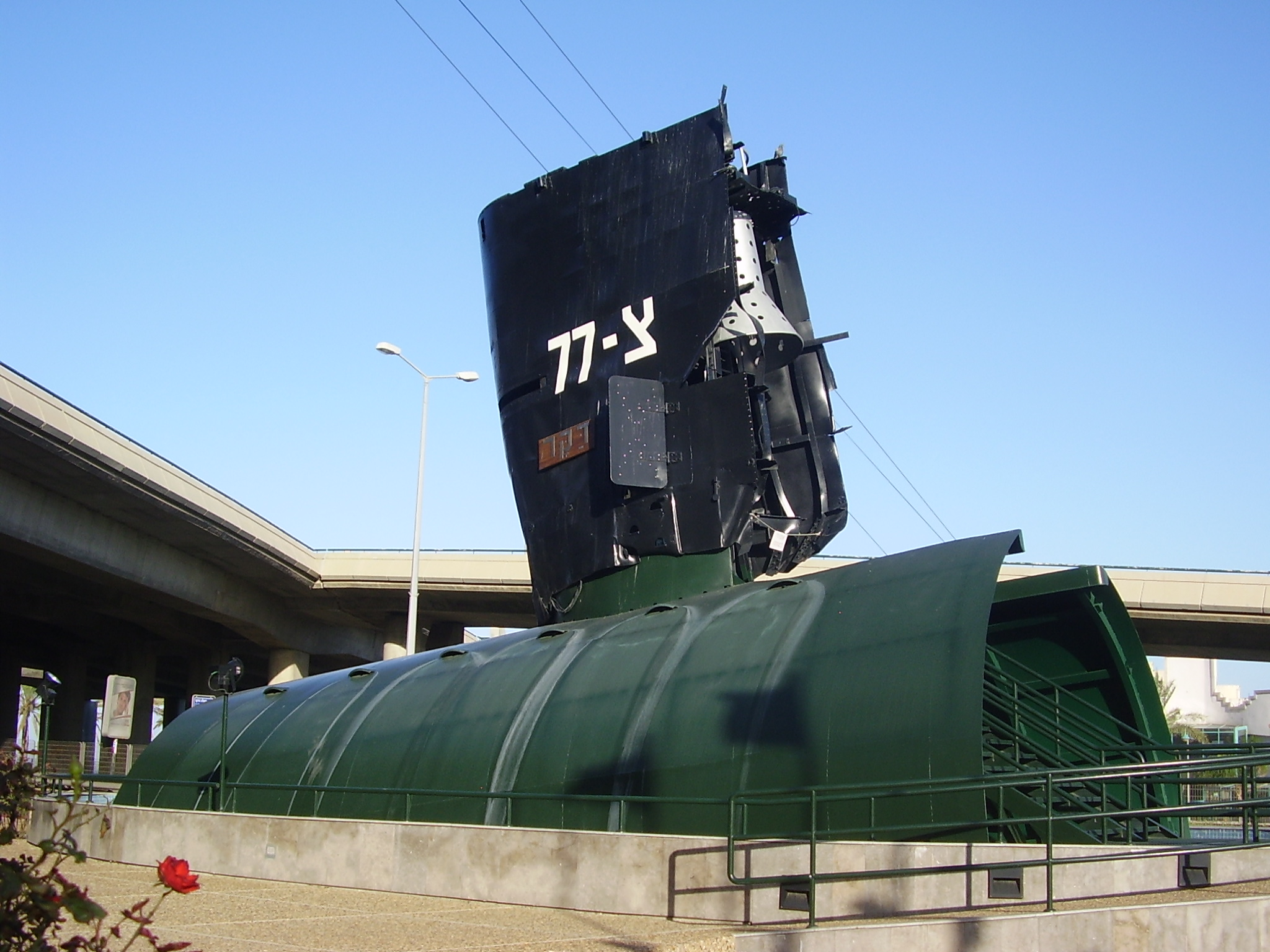
Teile der Dakar im Marinemuseum in Haifa

## Geschichte
Koordinaten: 34° 9′ 36″ N, 26° 15′ 36″ O
Das Boot wurde in Devonport gebaut und 1945 als Totem in Dienst gestellt.
Israel kaufte 1965 drei gebrauchte U-Boote von der Royal Navy, darunter die HMS Totem. Der Kauf wurde von der Bundesrepublik Deutschland finanziert.
Israel nannte das U-Boot INS Dakar und stellte es im November 1967 in Dienst. Israelische Soldaten machten Übungsfahrten nahe Schottland. INS Dakar begann seine letzte Fahrt am 9. Januar 1968 in Portsmouth und verschwand am 25. Januar 1968 auf dem Weg nach Haifa spurlos im Mittelmeer. Alle 69 Menschen an Bord starben.
1997 suchte das US-amerikanische Forschungs-U-Boot NR-1 nach dem Wrack.
Das Wrack wurde 1999 zwischen Kreta und Zypern in einer Tiefe von 2900 m geortet und zum Teil gehoben. Die Ursache für das Unglück ist bis heute (2023) unbekannt.
Teile des U-Bootes sind im Marinemuseum in Haifa ausgestellt (siehe Foto).
Auf dem Herzlberg in Jerusalem gibt es eine Gedenkstätte für die Unglücksopfer.